# 村上隆重
村上 隆重（むらかみ たかしげ、生没年不詳）は、戦国時代の武将。偏諱を受ける以前は宗勝。村上隆勝の子。義雅、義忠の弟。子に景広。備中笠岡城城主。左近大夫、右近大夫。

## 生涯
村上水軍の能島村上氏の一族として活躍した部将。天文年間の能島村上氏の家督相続争い（能島騒動）においては、甥の武吉（義忠系）を支援し、同じく甥の義益（義雅系）と争った。
この家督相続争いには当時の大内氏と反大内氏勢力の争いという側面もあったようであるが、隆重は大内氏方として活動していたようで、隆の字は大内義隆から与えられたものとも考えられる。また、後に隆重が従った小早川隆景から貰い受けたともされることもある（『萩藩閥閲録』）。
以後は武吉に従い、毛利氏が中国地方に勢力を拡大して以降は備中の要衝笠岡城を子の景広と共に守った。
海賊の領袖として、京都や堺など諸国の商人から海上の保険料ともいうべき駄別安堵料なるものを徴収し始めたのは、村上隆重である。